# Акопян, Алексан Акопович
Алекса́н Ако́пович Акопя́н (арм. Ալեքսան Հակոբյան Հակոբի, 11 октября 1955, Ереван) — бывший депутат парламента Армении. Историк. Доктор исторических наук (2014). Награждён орденом Боевого Креста 1-й степени (1998).
- 1972—1973 — рабочий на фирме «Айгорг».
- 1973—1978 — Ереванский государственный университет.
- 1978—1981 — аспирантура Ленинградского института востоковедения АН СССР.
- 1981—1990 — был старшим научным сотрудником Института востоковедения АН Армянской ССР. Член комитета «Карабах».
- C декабря 1988 по апрель 1989 — был арестован, вместе с другими членами комитета «Карабах».
- 1990—1991 — председатель Комитета по вопросам миграции и беженцев при правительстве Армянской ССР.
- 1990—1995 — депутат Верховного совета Армянской ССР. Член «АОД».
- 1995—1999 — вновь депутат парламента. Член постоянной комиссии по обороне, национальной безопасности и внутренним делам. Член фракции «Республика».
- 1999—2003 — был депутатом парламента. Член постоянной комиссии по обороне, национальной безопасности и внутренним делам. Беспартийный. Член фракции «Единство».
- 1993—2004 — глава администрации Кашатахского района НКР.
- 2005—2023 — заведующий отделом христианского Востока Института востоковедения НАН РА.